# Římskokatolická farnost Brno-Nová Líšeň
Římskokatolická farnost Brno-Nová Líšeň je územní společenství římských katolíků v rámci brněnského děkanství brněnské diecéze. Farnost je tvořena částí městské části Brno-Líšeň.

## Historie
V 80. letech 20. století bylo západně od Líšně postaveno stejnojmenné rozsáhlé panelové sídliště. Již během oné dekády se objevily první úvahy o zřízení nového kostela, který by se stal centrem sídliště. Od roku 1992 funguje Nadace pro radost, která sbírá finanční prostředky na výstavbu chrámu. V průběhu 90. let 20. století a počátku 21. století vzniklo v ulici Kotlanově salesiánské středisko mládeže, v jehož tělocvičně jsou pořádány mše. Nový kostel Seslání Ducha svatého má na toto centrum navazovat.
Novolíšeňská farnost, 451. na území brněnské diecéze, vznikla k 1. lednu 2021 rozhodnutím biskupa Mons. Vojtěcha Cikrleho ze dne 8. prosince 2020, a to vyčleněním z farnosti Brno-Líšeň. Jejím administrátorem se stal líšeňský farář R. D. Petr Šikula.